# Belgrade Music Week
Belgrade Music Week (транскр.  Белгрејд мјузик вик — Београдска седмица музике) је фестивал популарне музике који се одржава на три дана једном годишње на београдском Ушћу у продукцији компаније Sky Music. Први фестивал је одржан у августу 2019. године.
Music Week се реализује се уз подршку Министарства трговине, туризма и телекомуникација, Града Београда, ЦЕБЕФ-а и бројних партнера. Осим фестивала у Београду, Music Week се одржава и на Копаонику, где је покренут пар година раније.

## Поставке
| Година | Датум            | Место                  | Главни извођачи                                                                                                   | Извор |
| ------ | ---------------- | ---------------------- | --- | ----- |
| 2019.  | 23—25. августа   | Ушће, Београд          | Саша Ковачевић Јелена Розга Тони Цетински Драгана Мирковић Џенан Лончаревић                                       | [ 4 ] |
| 2019.  | 23—25. августа   | Ушће, Београд          | Хари Мата Хари Нина Бадрић Лепа Брена Аца Лукас Дарко Лазић                                                       | [ 4 ] |
| 2019.  | 23—25. августа   | Ушће, Београд          | Angellina Senidah Сара Јо Катарина Грујић Coby Jala Brat & Buba Corelli Маја Беровић                              | [ 4 ] |
| 2020.  | 18—20. септембар | Ада Циганлија, Београд | Angellina Voyage и Бресквица Lexington Band                                                                       | [ 5 ] |
| 2020.  | 18—20. септембар | Ада Циганлија, Београд | Belgrade Soul Sextef Mega Band Ацо Пејовић                                                                        | [ 5 ] |
| 2020.  | 18—20. септембар | Ада Циганлија, Београд | Џенан Лончаревић Tropico Band                                                                                     | [ 5 ] |
| 2021.  | 26—28. августа   | Ушће, Београд          | Coby Сенидах Девито Теодора Voyage Nucci Hurricane Angellina Едита Газда Паја Јелена Карлеуша Lexington Band Kaya | [ 6 ] |
| 2022.  | 26—28. августа   | Ушће, Београд          | Voyage и Nucci Црни Церак и Лацку Газда Паја Корона и Римски                                                      | [ 7 ] |
| 2022.  | 26—28. августа   | Ушће, Београд          | Теодора Девито Реља Николија IDJ Show Showcase                                                                    | [ 7 ] |
| 2022.  | 26—28. августа   | Ушће, Београд          | Раста Coby Сара Јо Angellina Инас                                                                                 | [ 7 ] |
| 2023.  | 23—25. јуна      | Ушће, Београд          | Цоја и Ђексон Desingerica и Pljugica Газда Паја Henny и Попов Индођија Voyage и Nucci Зера                        | [ 8 ] |
| 2023.  | 23—25. јуна      | Ушће, Београд          | Амна Корона и Римски In Vivo Махрина Мили Раста Сенидах                                                           | [ 8 ] |
| 2023.  | 23—25. јуна      | Ушће, Београд          | Албино и Ема Радујко Бресквица Црни Церак и Лацку Девито Теодора                                                  | [ 8 ] |
| 2024.  | 28—30. јуна      | Ушће, Београд          | Цунами Девито Ђорђе Инас Сајфер Теодора                                                                           | [ 9 ] |
| 2024.  | 28—30. јуна      | Ушће, Београд          | Цоја Десингерица Ђексон Газда Паја Индиђија Попов Поповска Петров                                                 | [ 9 ] |
| 2024.  | 28—30. јуна      | Ушће, Београд          | Корона и Римски Црни Церак Јелена Карлеуша Лацку Николија Раста                                                   | [ 9 ] |

## Критике
Пети Music Week, који је одржан 2023. године, наишао је на критике јавности услед тога што су чланови публике, за које се сматра да су углавном малолетни, сва три дана фестивала флашама и другим предметима гађали извођаче Сениду, Војажа, Нућија, Теодору Џехверовић, Ему Радујко и Бресквицу. Током Сенидиног наступа чланови публике су такође скандирали певачици да завршава концерт. Последње вечери публика је скандирала и Еми Радујко када је на свом наступу укључила ЛГБТ+ симболе. Организатори фестивала су на друштвеним мрежама издали саопштење у којем су окарактерисали понашање дотичних чланова публике као „неприхватњљиво”, осуђивајући насиље, нетолеранцију и говор мржње. Такође су се захвалили извођачима на професионалности упркос инцидентима и објавили да су се службе безбедности укључиле у проналажање починилаца из првих редова публике.